# Eric Prydz
Eric Sheridan Prydz (født 19. juli 1976 i Täby Stockholm, bosat i London, England) er en svensk DJ og producent, bedst kendt for sin hitsingle "Call on Me" som er en coverversion af Steve Winwoods sang "Valerie" fra "1982". Prydz' version røg til tops på den britiske singleliste fem uger i 2004.
Prydz går under artisnavnet Cirez D (dele af hans navn bagfra) som giver mere technobetonet musik. Han har også udgivet musik under navnene Pryda, Sherian og Moo. Han var også med i grupperne Axer, A&P Project, Hardform, Dukes of Sluca og Groove System.